# Pascal Lalle
Pascal Lalle, né le 25 octobre 1956 à Philippeville (Algérie française), est un commissaire de police français. Il est directeur central de la Sécurité publique du 19 juillet 2012 au 1er janvier 2019.

## Biographie
Après avoir exercé à Saint-Étienne, Bobigny, Nîmes et Strasbourg, il a été directeur départemental de la sécurité publique à Marseille de 2008 à 2012, poste sur lequel il avait été promu inspecteur général des services actifs de la police nationale le 9 septembre 2010.
Le 12 juin 2019, il est nommé inspecteur général de l’administration à compter du 6 juillet 2019.

## Décorations
- Chevalier de la Légion d'honneur
- Officier de l'ordre national du Mérite
- Chevalier de l'ordre des Palmes académiques
- Médaille de la sécurité intérieure, or
- Médaille d'honneur de la Police nationale
- Chevalier de l'ordre national malgache